# روسكو سيمونز
روسكو سيمونز (بالإنجليزية: Roscoe Simmons)‏ هو صحفي أمريكي، ولد في 20 يونيو 1881 في مسيسيبي في الولايات المتحدة، وتوفي في 27 أبريل 1951.